# Мельгир
Мельги́р (Шотт-Мельги́р; араб. شط ملغيغ‎) — бессточное пересыхающее солёное озеро в Северной Африке, самое крупное на территории Алжира.

## Описание
Расположено на западе серии впадин, тянущейся вглубь Сахары от залива Габес в Тунисе.
В зимний период дождей вода, стекающая с гор Орес по вади Джеди и другим, наполняет озеро.
При максимальном уровне −26 м ниже морского площадь озера достигает 6700 км², а ширина в направлении восток-запад — 130 км. Летом Мельгир пересыхает и превращается в солончак. При этом низшая точка впадины находится на уровне −40 м ниже уровня моря, что делает её самой низкой в Алжире.

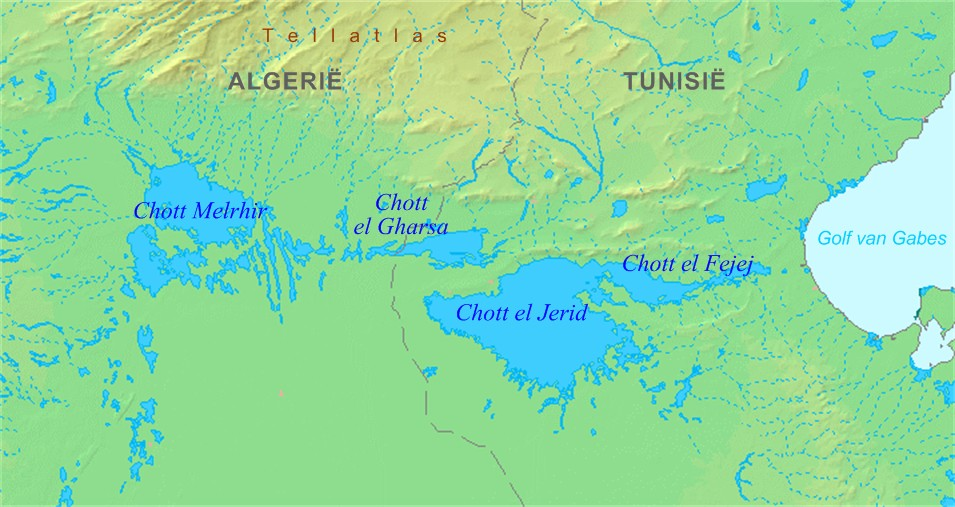

Рядом расположены города Бискра, Эль-Уэд и Туггурт. Озеро включено в список угодий Рамсарской конвенции.